# Galium sylvaticum
Galium sylvaticum — вид квіткових рослин з родини маренових (Rubiaceae). Ареал: Албанія, Австрія, Бельгія, Болгарія, Чехія, Словаччина, Франція, Німеччина, Угорщина, Італія, Нідерланди, Польща, Швейцарія, Хорватія, Словенія, Сербія; вимер: Данія.

## Середовище
Зустрічається у світлих листяних лісах, на свіжо вологих або злегка підсихаючих, багатих поживними речовинами ґрунтах, на основному субстраті.

## Біоморфологічний опис
Багаторічник пучковий, з коротким вузлуватим потовщеним кореневищем. Стебла висхідні або прямі, 30–100(140) см заввишки, розгалужені, у нижній половині округлі, у верхній чітко чотиригранні, нижче мутовок помітно потовщені, голі. Листки й прилистки в мутовках по 6–11, від широколанцетних до вузькооберненояйцюватих, до 50 мм завдовжки, загострені, голі, матові, зелені. Суцвіття волотисте. Віночок білий, округлий, до 3 мм у діаметрі, частки віночка чашоподібні, загострені. Цвіте в травні — липні.